# Nocturnes (Fauré)
Pour les articles homonymes, voir Nocturnes.
Les Nocturnes sont un ensemble de treize pièces pour piano de Gabriel Fauré composées tout au long de la vie du compositeur.

## Liste des nocturnes
1. Premier nocturne (en mi bémol mineur) opus 33 no 1
2. Deuxième nocturne (en si majeur) opus 33 no 2
3. Troisième nocturne (en la bémol majeur) opus 33 no 3
4. Quatrième nocturne (en mi bémol majeur) opus 36
5. Cinquième nocturne (en si bémol majeur) opus 37
6. Sixième nocturne (en ré bémol majeur) opus 63
7. Septième nocturne (en ut dièse mineur) opus 74
8. Huitième nocturne (en ré bémol majeur) opus 84
9. Neuvième nocturne (en si mineur) opus 97
10. Dixième nocturne (en mi mineur) opus 99
11. Onzième nocturne (en fa dièse mineur) opus 104
12. Douzième nocturne (en mi mineur) opus 107
13. Treizième nocturne (en si mineur) opus 119